# Nörvenich
Nörvenich ist eine Gemeinde im Kreis Düren in Nordrhein-Westfalen, Deutschland.

## Geografie
Nörvenich liegt in der Zülpicher Börde und wird von Südwest nach Nordost vom Neffelbach durchflossen.

### Geologie
Unter Nörvenich liegt eines der größten Braunkohle-Vorkommen Deutschlands, das Isweiler Feld. Mit 1,396 Milliarden m³ ist es die größte noch unerschlossene Lagerstätte des Rheinischen Reviers.

### Nachbargemeinden
Die Gemeinde Nörvenich grenzt an folgende Gemeinden (im Uhrzeigersinn von Norden beginnend): Kerpen, Erftstadt (beide im Rhein-Erft-Kreis), Vettweiß, Kreuzau, Düren und Merzenich.

### Gemeindegliederung
Nörvenich besteht aus 14 Ortsteilen mit dem Hauptort Nörvenich (3848 Einwohner am 31. Dezember 2020).
| - Binsfeld - Dorweiler - Eggersheim - Eschweiler über Feld - Frauwüllesheim - Hochkirchen - Irresheim | - Nörvenich - Oberbolheim - Pingsheim - Poll - Rath - Rommelsheim - Wissersheim |

Bis 1969 zählte Alt-Oberbolheim zu den Ortsteilen.

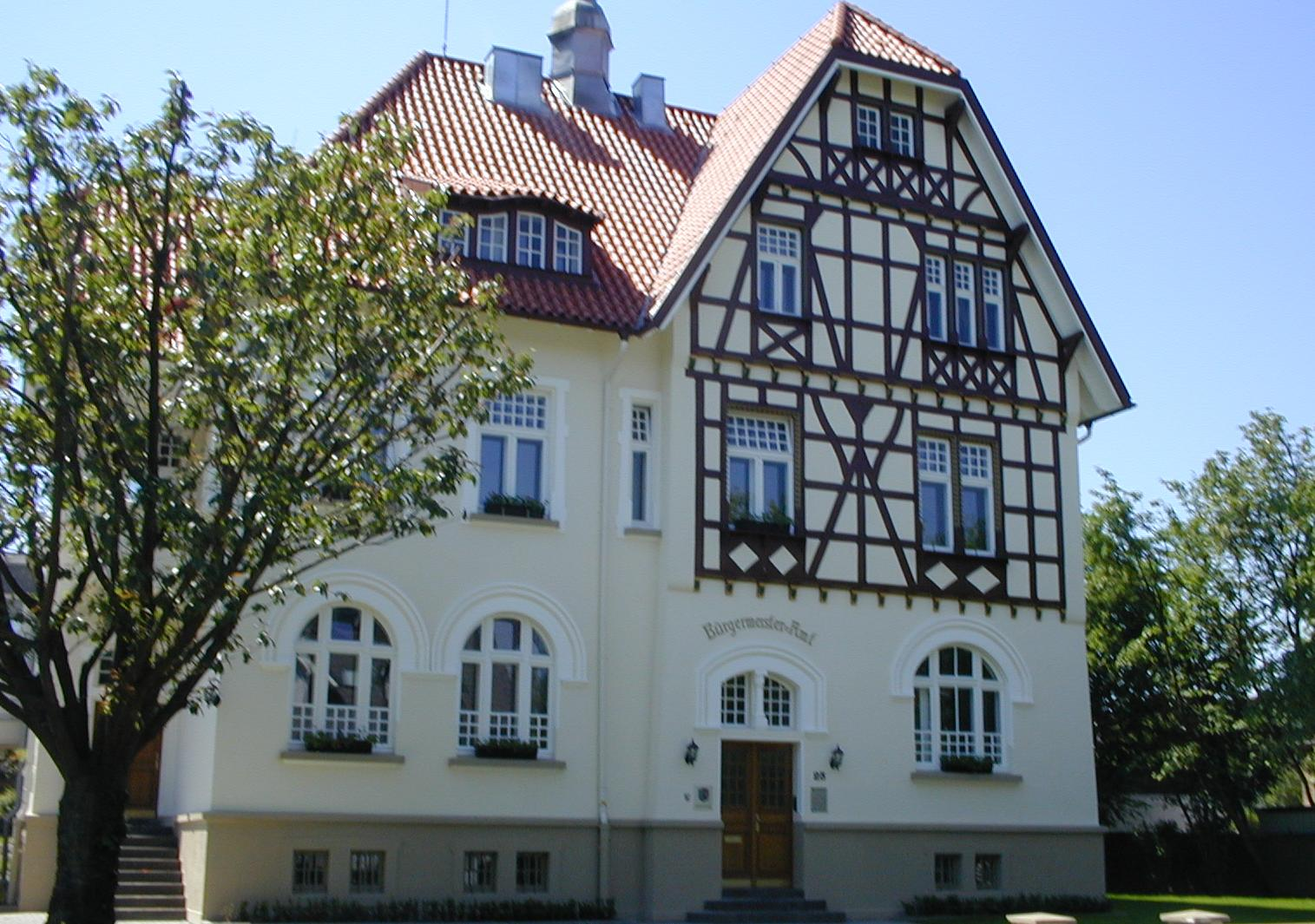
Das Rathaus

Nach der eigenen Fortschreibung hat die Einwohnerzahl am 31. Juli 2019 die Grenze von 11.000 überschritten (11.020).

## Geschichte

### Ortsname
Im Altertum hieß der Ort Norboniacum, wie z. B. Jülich = Juliacum oder Zülpich = Tolbiacum. Die Endung -iacum oder -acum tritt in deutschen Ortsnamen fast immer zu nichtgermanischen Personennamen. Sie bezeichnet Besitz oder Eigentum. Der Name Norboniacum (Nörvenich) bedeutet demnach Eigenbesitz oder Zugehörigkeit oder Heim des Noribo oder Norbod. Norbod ist ein keltischer Name. Die Änderung des Namens muss im 9. oder 10. Jahrhunderts erfolgt sein. Urkundlich erscheint der Name Noruenich erstmals im Jahr 1028. Immer wieder gab es andere Schreibweisen. Seit dem 16. Jahrhundert ist Nörvenich die amtliche Schreibweise.

### Spuren der Bandkeramischen Kultur
Bei Nörvenich wurde eine 31 cm lange Dechselklinge aus Amphibolit bzw. Grünschiefer aus der bandkeramischen Zeit gefunden. Neben einem weiteren Fund aus Miel mit 45 cm, ist die Nörvenicher wahrscheinlich die zweitgrößte Klinge Mitteleuropas. Vieles spricht dafür, dass es sich nicht um ein Werkzeug, sondern um ein Prestigeobjekt handelte.

### Kelten
Um 2000 v. Chr. siedelten im Raum Nörvenich Kelten. Urnen aus dieser Zeit wurden im Jahr 2015 bei Erschließung eines Neubaugebietes an der Zülpicher Straße gefunden.
Ortsnamen mit der Endung „(n)ich“ gelten als keltischen Ursprungs. Die Kelten legten auch die ersten Wege an, die später von den Römern für ihre Zwecke genutzt werden konnten.

### Ubier und Römer
Von etwa 50 v. Chr. bis 450 n. Chr. siedelten im Raum Nörvenich die Ubier. Cäsar hatte 58 bis 51 v. Chr. die Eburonen vernichtet und den Ubiern aus dem rechtsrheinischen Lahn-Taunus-Gebiet hier Siedlungsland angeboten. Sie siedelten sich dann linksrheinisch, auch im hiesigen Raum, an (ca. 38 bis 19 v. Chr.). Angrenzend an den heutigen Ort wurde ein römischer vicus ausgemacht (→ Vicus Nörvenich).

### Mittelalter

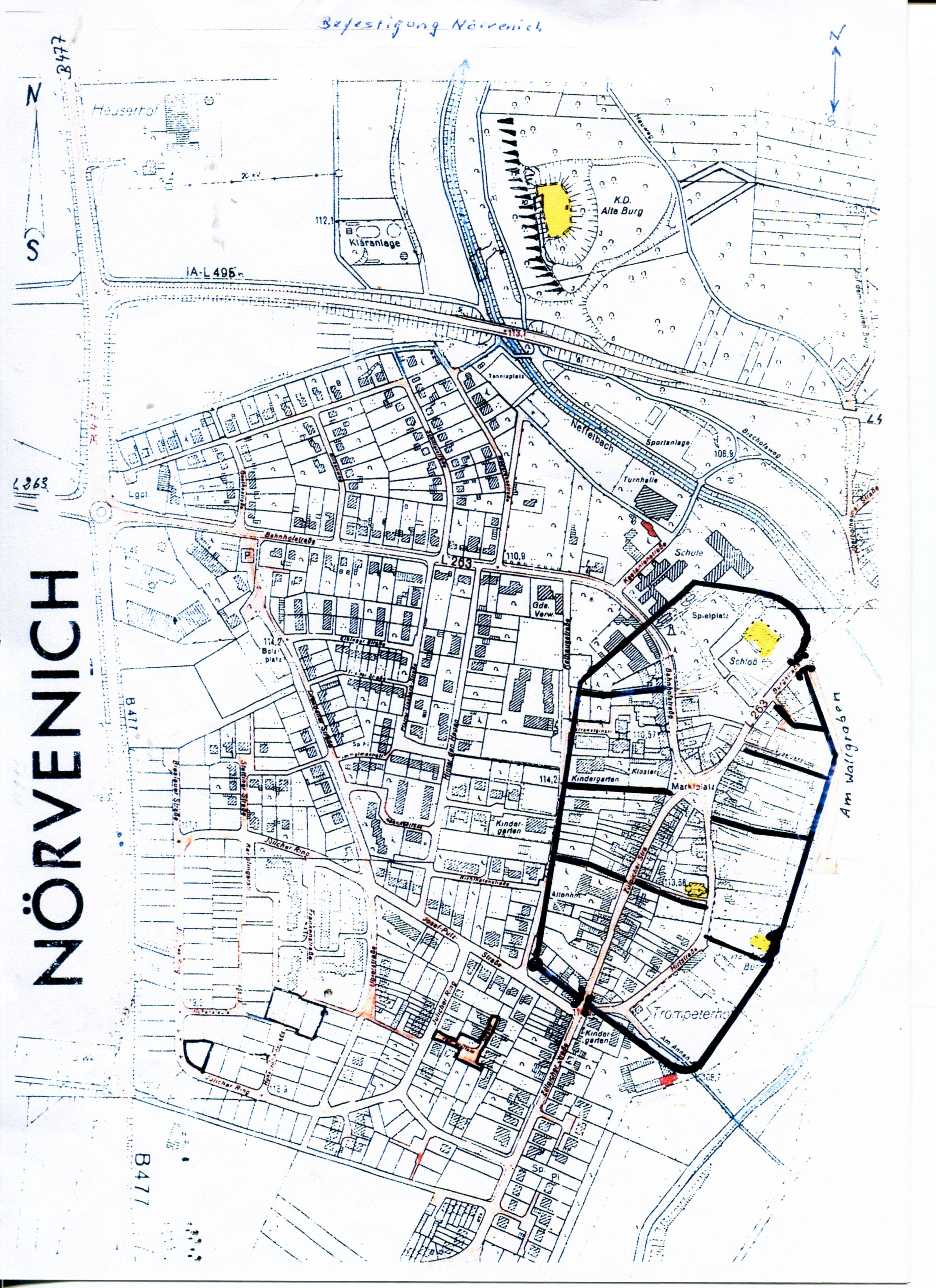
Festungsplan Nörvenich

Die mittelalterliche Festungsanlage „Noruenich“, Ersterwähnung 1028, ist vermutlich aus einem römischen Kastell hervorgegangen, welches in den Zeiten der ersten Einfalle germanischer Stämme im 3. oder 4. Jahrhundert angelegt wurde. Derartige mit Wall und Graben umgebene Bollwerke wurden an besonders geeigneten und zweckmäßigen Orten erstellt. Sie sollten auf der linken Rheinseite dem Ansturm der Barbaren entgegengestellt werden, gleichzeitig aber auch der Bevölkerung Schutz bieten. Sie mussten dem Gelände angepasst werden, um ein schnelles Ausrücken der Truppen nicht zu erschweren (Ammianus Marcellinus). In Nörvenich diente die Anlage dem Schutz des alten Vicus „Norboniacum“, der großen römischen Ansiedlung an der Römerstraße oder Heerweg, sowie der Überwachung der Heer- und Handelsstraßen. Sie befand sich etwa an der heutigen B 477, rechts der Einfahrt zum Fliegerhorst.
Die Größe des Nörvenicher Bollwerks betrug 616 m in der Länge und 308 m in der Breite (Vegetius), die den klassischen Maßen derartiger römischer Anlagen von 1000 × 2000 griechischer Fuß entsprach. Als Größenvergleich mag das im Jahre 9 n. Chr. angelegte Bopparder Castell dienen, das eine Länge von 308 m und eine Breite von 154 m hatte. Die römische Form der Nörvenicher Anlage ist heute noch erkennbar. Die ausgeworfenen Spitzgräben maßen noch in der ersten Hälfte des 19. Jahrhunderts an einigen Stellen 4 m in der Tiefe und 16 m in der Breite, die Wallhöhe je nach Lage 5 bis 7 m.
Bei dieser Anlage muss besonders auf die mittelalterlichen Wehr- und Brandgassen hingewiesen werden. Diese Gassen führten vom Marktplatz und den Durchgangsstraßen zu den Wällen. Die Gassen sind z. T. heute noch vorhanden. Zum Ostwall führte die Gasse „An der Vikarie“, in welche um 1830 die alte Schule (An der Vikarie 1) quer eingebaut wurde. Die zweite Gasse zum Ostwall ist die heutige „Vogelgasse“.
Die dritte Gasse führte vom Marktplatz zum Ostwall, dort, wo heute die Neffeltalapotheke Marktplatz 7 befindet. Diese Gasse war die „Hölzjesgasse“, da sie kurz vor dem Wall durch ein Gehölz führte. 1982 wurde beim Aushub des Kellers beim Hausbau Am Wallgraben 20 Stegpflöcke, Muschelschalen und Scherben in 2–3 m Tiefe gefunden. Die Bodenformation ergab, dass das Haus genau im alten Wassergraben gebaut wurde.
Von der Zülpicher Straße führte eine Wehr- und Brandgasse gegenüber der Kirchgasse, nach dem Haus Zülpicher Straße 20, zum Westwall.
Eine zweite Gasse führte vom Marktplatz ausgehend zwischen dem Haus Marktplatz 2 (altes Kloster) und dem Haus Marktplatz 4 zum Westwall (heutiger Kindergarten „St. Medardus“).
Die dritte Gasse verlief von der Bahnhofstraße zwischen den Häusern Bahnhofstraße 7 und 9 ebenfalls zum Westwall.
Noch in den kriegerischen Ereignissen des 16. Jahrhunderts war die gesamte Befestigungsanlage voll funktionsfähig.
Im Burgpark liegen zwischen dem Ehrenmal und der Grundschule ein mit alten Bäumen bewachsener Hügelzug, der in Richtung Neffeltal im „Kockelsberg“ seine höchste Erhebung hat. Dieser Hügel ist der letzte noch erhaltene Teil der alten Umwallung. Er wurde im Jahre 1904 von dem damaligen Burgbesitzer durchschnitten, um eine Ausfahrt zu der Straße nach Düren (Bahnhofstraße) zu gewinnen. Bei der Öffnung der Durchfahrt wurde eine Tonvase zutage gefördert, die in Formgebung, Profil und Verzierung in die Zeit der Bandkeramiker verwies, in der Zeit um 3000 v. Chr. Ob das Alter der Vase mit dem Alter des Hügels in Einklang gebracht werden kann, ist ungewiss. Im Jahr 1967 wurde diese Durchfahrt auf Veranlassung des Landeskonservators Jung wieder aufgefüllt.
Um das Jahr 1300 ließ der neue Landesherr, der Graf von Jülich Gerhard V. (1241–1328), von Reinhard von Vlatten, Amtmann zu Düren und Nörvenich, und Wilhelm Etges, Rentmeister zu Nörvenich, zwei Festungstore in den Wall- und Grabenring einbauen. Diese Tore, auf der Höhe der Gymnicher Burg / Einmündung Straße Am Wallgraben/Burgstraße und „Am Köppchen“ in der heutigen Zülpicher Straße Toreinfahrt Haus 38/alte Schule Hirtstraße 28, mit Innenmaßen von 10 × 10 m und einer Mauerstärke von 2 m reichten mit ihren Fundamenten tief in den Schwemmsand. Die Fundamente wurden im Jahr 1967 gefunden, ausgemessen und fotografiert.
Über einen Knüppeldamm, der den Toren vorgelagert war, war das Vorfeld Nörvenichs zu erreichen. Hier bot sich einem Angreifer der stärkste Widerstand. Die Tore sind vermutlich bei der Belagerung Nörvenichs und der anschließenden Einnahme und Brandschatzung durch die Truppen des französischen Generals, des Marschalls von Luxemburg François-Henri de Montmorency-Luxembourg (1628–1695) im Jahre 1678 zerstört und als Steinbruch genutzt worden. Auf der gesamten Strecke zwischen dem Festungstor in Höhe der Gymnicher Burg (heute Schloss Nörvenich), also Burgstraße und dem Marktplatz, wurden unter der heutigen Burgstraße sehr viele Hufeisen aus dem Schwemmsand zutage gefördert.
Die Funde bestätigen eine frühere Vermutung, wonach die Burgstraße im Hochmittelalter von starken Reiterverbänden viel benutzt worden ist. Alle Hufeisen stammten aus der Zeit um 1000–1400 n. Chr. (Oberingenieur Haubrock, Randerath) Die Westseite Nörvenichs war durch vorgelagerte übergreifende Wälle und Gräben und die auf dem Kockelsberg unterhaltene ständige Wache gesichert, die den Schlagbaum, den „Grindel“ unter Aufsicht hatte. In Zeiten der Gefahr wurde hier die Zufahrtsstraße (heute Bahnhofstraße) abgegraben, so dass das Wasser des vor dem Walle liegenden Kappusweihers die Abgrabung der Straße auffüllte. Die übergreifenden Wälle waren noch im Anfang dieses Jahrhunderts auf der Wiese neben dem Gut Gymnichshof, Bahnhofstraße 13, und der gegenüberliegenden Grundschule erkennbar. Der Wall wurde bis auf den erhaltenen Rest in den 1830er Jahren abgetragen. Dem Damm war an der Außenseite des Dorfes ein ca. 7 m tiefer und 12 m breiter Graben vorgelagert. Dieser Graben umschloss wie der Wall das ganze Dorf. Seine Form als Spitzgraben wies auf den römischen Ursprung hin. Er zog sich vom Kockelsberg ausgehend, den Ostteil schützend, (sichtbarer Rest im Garten der Pfarrei) in südlicher Richtung an der Harff’schen Burg vorbei bis kurz vor den heutigen Annahof bzw. Obere Mühle, wo er im Wiesengelände des Gutes Trompeterhof, Leunissen, noch deutlich erkennbar ist (mittlerweile aufgefüllt). Bis zu dieser Stelle war der Graben mit Wasser gefüllt. Als tiefer und breiter Trockengraben verlief er an der südlichen und westlichen Seite des Dorfes, wo er im Garten des Gymnichshof, von Laufenberg in seiner ganzen Breite noch erhalten ist, leider heute überbaut. An der südwestlichen Ecke, heute Josef-Pütz-Straße/Jakob-Breidkopff-Straße, stand ein Wachturm, nur durch spezielle Luftbilder erkennbar.
An der Südwestseite befand sich als weiterer Schutz noch der wilde Hag. Bei der Wall- und Grabenanlage, dem Jobberath und sumpfigen Neffeltal wird auf das Bild von Renier Roidkin Bezug genommen, etwa 1730. Alte Urkunden geben über Wall und Graben noch Auskunft. Den Hag, im Volksmund „die Haag“ als Schutzwehr der West- und Südseite des Dorfes dem Trockengraben vorgelagert, befand sich zwischen der heutigen Jakob-Breidkopff-Straße/Rathausstraße und den rückwärts liegenden Häusern der Bahnhof- und Zülpicher Straße in einer Breite von ca. 40 m. Das Wort Hag kommt aus dem althochdeutschen Hiac und bedeutet Dornengestrüpp, Gebüsch, Einfriedung, besonders aber das Finstere, Düstere und Unheimliche bezeichnend. Um beutemachende Gegner abwehren zu können, wurden junge Bäume angeschnitten und umgebogen. Zwischen die in großer Anzahl herauswachsenden jungen Triebe wurden Brombeer- und Dornsträucher gepflanzt. So bildeten diese Hecken Befestigungen, durch die man nicht gehen und sehen konnte (Cäsar 11,17,4). Bis zum Jahr 1800 war niemals gerodet worden. Im Jahr 1857 wurde der Hag vom Grundeigentümer, der Gemeinde Nörvenich, an die Anlieger in der Bahnhof- und Zülpicher Straße verkauft. Der Hag hatte als Wehr- bzw. Festungsschutz-Anlage somit ausgedient.
Das Unglück: Einer der Holzfäller wurde von einem der niederstürzenden Bäumen erschlagen. Bei dem Erschlagenen handelte es sich um den letzten Gerber von Nörvenich, der in der Nähe seinen Gewerbebetrieb hatte (Überlieferung von Josef Mohr, Nörvenich). In Verkennung der historischen Bedeutung für Nörvenich wurde der Rest des Alten Grabens, parallel westlich zu heutigen Straße: Am Wallgraben, der „Füllsweiher“ (Docksee und Juppsee) im Jahre 1964 zugeschüttet. Über den Alten Wall wird in einem alten Grundbuch berichtet, welches sich im Kölner Mauritiuskloster befindet.
Auch Wilhelm Kaspers vertritt in seinem anerkannten Werk Die Ortsnamen der Dürener Gegend diese These.

### Entwicklung bis 1968
Der Gemeindebezirk ist uraltes Siedlungsgebiet. Aus Bodenfunden der Jungsteinzeit, den Metallzeiten, aus vier Jahrhunderten römischer Besatzung und deren Vertreibung durch die Franken lässt sich kontinuierliche Besiedlung ablesen. Siedlungsorte waren:
- westlich gegenüber der „Alten Burg“ links des Neffelbaches
- in der Gemarkung „Am Golzheimer Pfädchen“, also westlich der Zufahrt zum Fliegerhorst bei Alt-Oberbolheim
- in der östlichen Ecke des Heidefeldes
- „An Johannes Junker“-Zülpicher Straße, östlich der B 477

Schon um die Jahrtausendwende tauchen die ersten schriftlichen Erwähnungen der Dörfer, die heute zu Nörvenich gehören, auf. Hochkirchen, Eschweiler über Feld und Frauwüllesheim werden schon ab dem 9., 10. und 11. Jahrhundert erwähnt. Wissersheim feierte 1985 sein 1150-jähriges Bestehen.
Sehr früh haben die Grafen von Nörvenich an der rheinischen Geschichte maßgeblich mitgewirkt. Sie dürften ihren Sitz auf der „Alten Burg“ im Nörvenicher Wald gehabt haben. Die frühmittelalterliche Wehr- und Wohnanlage hat ihren Ursprung wohl im 9. Jahrhundert. Dem nach dem Aussterben der Jülicher Grafen zum „Amt Nörvenich“ gewordenen Gebiet, das mehr als 30 Dörfer umfasste, standen jetzt Ministeriale (Dienstadlige) vor. Wohl um 1400 erbaute der Amtmann von Vlatten-Merode den wehrhaften Palas des ehemals wasserumwehrten heutigen „Schloss Nörvenich“ (früher „Gymnicher Burg“) in der Ortsmitte.
Zu Beginn des 19. Jahrhunderts gingen die in einem Jahrtausend gewachsenen Ordnungen und das seit Jahrhunderten gleich gebliebene dörflich Leben fast schlagartig zu Ende. Am 4. Oktober 1794 marschierten während des Ersten Koalitionskrieges französische Revolutionstruppen in das Gebiet um Nörvenich ein. Nach ersten wirren Monaten folgten geordnete Verhältnisse. Aus den früheren Untertanen wurden freie Bürger, die es zu einem bis dahin nicht gekannten Wohlstand brachten und zu Beginn des 19. Jahrhunderts französische Bürger wurden.
Die von den Franzosen in dieser Zeit eingeführten kommunalen Verhältnisse (Bildung der Mairie Binsfeld und der Mairie Nörvenich) wurden von den Preußen weitgehend übernommen. Insbesondere die um 1800 festgelegten kommunalen Grenzen haben sich mit wenigen Ausnahmen bis in die 1970er Jahre erhalten. 1906 entstand das „Bürgermeisteramt“. Erst im Jahr 1940 wurden die bis dahin selbständigen Bürgermeistereien Binsfeld und Nörvenich zur „Amtsbürgermeisterei Nörvenich“ zusammengeschlossen.
Im Ersten Weltkrieg wurde in Nörvenich ein Malteserkreuz benagelt.

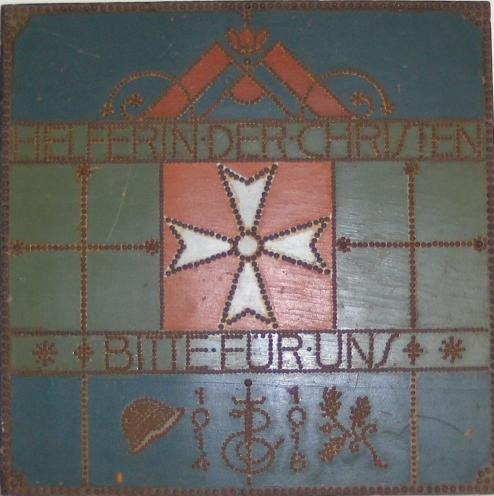
Das genagelte Malteserkreuz

Zwischen den beiden Weltkriegen begann der Wandel der Dörfer von einer rein landwirtschaftlichen Struktur zu Wohngemeinden für Pendler. Dieser Prozess setzte verstärkt Mitte der 1950er Jahre ein. Bereits nach dem Ersten Weltkrieg waren zahlreiche Einwohner der östlichen Dörfer bei der Rheinbraun in den Braunkohlenwerken der Tagebaubetriebe beschäftigt. Mit zunehmender Verbesserung der Verkehrsverhältnisse drängten viele Bewohner vermehrt in die Industriebetriebe der nahen Städte, nicht zuletzt aufgrund der umwälzenden Umstrukturierungen in der Landwirtschaft.
Zu Beginn der 1950er-Jahre begannen die britischen Besatzungsstreitkräfte mit ihrer Luftstreitkraft Royal Air Force im Nörvenicher Wald mit dem Bau eines Militärflugplatzes. Auf dem heutigen Luftwaffen-Fliegerhorst arbeiten über 250 Zivilbedienstete aus den umliegenden Gemeinden sowie rund 950 Soldaten. Siehe Fliegerhorst Nörvenich.

### Eingemeindungen
Bis zum 31. Dezember 1860 existierte noch das Amt Ollesheim und bis zum 31. Dezember 1938 das Amt Binsfeld.
Am 1. Januar 1969 schlossen sich die Gemeinden Binsfeld (mit dem Ortsteil Rommelsheim), Eggersheim, Eschweiler über Feld, Frauwüllesheim, Hochkirchen, Irresheim, Nörvenich, Oberbolheim, Poll und Rath bei Nörvenich zu einer neuen Gesamtgemeinde Nörvenich zusammen. Wissersheim wurde zum 1. Juli 1969 an die neugebildete Kommune Erftstadt abgegeben und kam 1975 nach Nörvenich zurück. In diese Gemeinde wurden mit Wirkung vom 1. Januar 1975 die Orte Dorweiler, Pingsheim und Wissersheim aus der benachbarten Erftstadt eingegliedert. Das Gemeindegebiet bedeckt eine Fläche von 66,04 km², hiervon sind 12,5 km² Waldfläche. Die früheren Bauerndörfer haben sich in den letzten zwei Jahrzehnten zu Wohngebieten entwickelt, in denen fruchtbarer Ackerboden nur noch von wenigen Landwirten intensiv bearbeitet und genutzt wird.
Am 14. und 15. September 2019 wurde mit einem großen Bürgerfest rund um den Schlosspark die Eingemeindung vor 50 Jahren gefeiert.

### Postleitzahlen
Von 1941 bis 1962 gab es für das Rheinland, also auch für Nörvenich, die Postleitzahl 22c. Von 1962 bis 1972 galt für den gesamten Kreis Düren, außer der Stadt Düren, die 5161. Von 1972 bis 1993 hatte Nörvenich die Postleitzahl 5164. Am 1. Juli 1993 kamen dann die 5-stelligen Zahlen. Für die Gemeinde Nörvenich gilt seitdem die 52388 und für Postfachinhaber die 52386.

### Einwohnerentwicklung des Ortsteiles Nörvenich
| Jahr | Einwohnerzahl |      | Jahr  | Einwohnerzahl |      | Jahr | Einwohnerzahl |
| 1885 | 612           | 1955 | 0.970 | 1995          | 3715 |      |               |
| 1905 | 558           | 1965 | 1530  | 2005          | 4002 |      |               |
| 1925 | 610           | 1975 | 2684  | 2010          | 3821 |      |               |
| 1945 | 742           | 1985 | 2650  | 2015          | 3943 |      |               |

## Politik

### Gemeinderat
Die 26 Sitze des Gemeinderates verteilen sich auf:
- CDU: 15 Sitze (+1)
- SPD: 5 Sitze (−3)
- FDP: 2 Sitze (±0)
- GRÜNE: 3 Sitze (+3)
- LINKE: 1 Sitz (±0)

(Stand: Kommunalwahl am 13. September 2020)

### Bürgermeister, Gemeindedirektor etc.
Bürgermeister ist seit 2015 Timo Czech (CDU). Er wurde am 13. September 2020 mit 81,65 % der Stimmen wiedergewählt.
Die Bürgermeister in Nörvenich ab 1798:
| Beginn     | Ende       | Name                 | Bemerkung                                                                                   |
| ---------- | ---------- | -------------------- | ------------------------------------------------------------------------------------------- |
| 1798       | 1800       | Peter Joseph Commer  |                                                                                             |
| 1800       | 1808       | Matthias Michels     |                                                                                             |
| 1808       | 1822       | Hilarius Zimmermann  |                                                                                             |
| 1822       | 1826       | Hieronymus Marx      | kommissarischer Bürgermeister                                                               |
| 1826       | 1859       | Winand Heuser        |                                                                                             |
| 1859       | 1874       | Joseph Finger        |                                                                                             |
| 1875       | 1889       | Joseph Kratz         |                                                                                             |
| 19.06.1890 | 01.11.1901 | Arthur Kratz         |                                                                                             |
| 01.04.1903 | 31.03.1933 | Jakob Breidkopff     | Nach ihm wurde eine Straße benannt. Er war Mitglied der NSDAP und wurde später Ehrenbürger. |
| 01.04.1933 | 12.04.1933 | Josef Thelen         |                                                                                             |
| 12.04.1933 | ??.10.1933 | Reiner Badenheuer    | Gemeindeschulze                                                                             |
| ??.10.1933 | 26.02.1945 | Jakob Breidkopff     | zweite Amtszeit                                                                             |
| 26.02.1945 | 14.08.1946 | Josef Mohr           |                                                                                             |
| 15.08.1946 | 16.10.1948 | Heinrich Richartz    |                                                                                             |
| 17.10.1948 | 16.12.1949 | Johann Schütz        |                                                                                             |
| 17.12.1948 | 04.11.1956 | Kaspar Müllenmeister |                                                                                             |
| 05.11.1956 | 03.04.1969 | Heinrich Kuß         | Nach ihm wurde eine Straße benannt                                                          |

Die Bürgermeister der Großgemeinde:
| Beginn     | Ende       | Name                 | Bemerkung                                          |
| ---------- | ---------- | -------------------- | -------------------------------------------------- |
| 03.04.1969 | 21.09.1983 | Heinrich Kuß         | wurde zum Ehrenbürger ernannt                      |
| 22.09.1983 | 17.10.1989 | Wilhelm Lennartz     |                                                    |
| 18.10.1989 | 16.10.1994 | Jakob Mevis          |                                                    |
| 16.10.1994 | 12.09.1999 | Josef Steffens       |                                                    |
| 12.09.1999 | 20.10.2015 | Hans Jürgen Schüller | hauptamtlicher Bürgermeister und Verwaltungsleiter |
| 21.10.2015 |            | Timo Czech           | hauptamtlicher Bürgermeister und Verwaltungsleiter |

Die Amtsbürgermeister der Gemeinde Nörvenich:
| Beginn     | Ende       | Name             | Bemerkung    |
| ---------- | ---------- | ---------------- | ------------ |
| 20.07.1935 | 01.05.1945 | Jakob Breidkopff |              |
| 25.04.1945 | 31.03.1946 | Bernhard Haas    |              |
| 31.03.1946 | 22.10.1946 | Fritz Rey        |              |
| 12.11.1946 | ?          | Karl Wallraff    | 2 Amtszeiten |
| 19.11.1948 | 1949       | Leo Bauth        |              |
| 17.12.1949 | 24.10.1966 | Michael Held     |              |
| 25.10.1966 | 03.04.1969 | Heinrich Kuß     |              |

Die Amts- bzw. Gemeindedirektoren der Gemeinde Nörvenich:
| Beginn     | Ende       | Name                 | Bemerkung                           |
| ---------- | ---------- | -------------------- | ----------------------------------- |
| 01.04.1946 | 30.09.1952 | Bernhard Haas        |                                     |
| 01.10.1952 | 02.04.1972 | Josef Pütz           | Nach ihm wurde eine Straße benannt  |
| 01.10.1972 | 30.09.1992 | Gerd Bandilla        |                                     |
| 01.10.1992 | 12.09.1999 | Hans Jürgen Schüller | danach hauptamtlicher Bürgermeister |

### Partnerschaften
- Es besteht eine Partnerschaft mit der Gemeinde Plessa im Süden von Brandenburg im Landkreis Elbe-Elster.
- Die Feuerwehr aus Binsfeld (Nörvenich) pflegt eine Partnerschaft mit der Feuerwehr Holler (Weiswampach), die den Ort Binsfeld (Weiswampach) feuerwehrtechnisch versorgt.

## Baudenkmäler

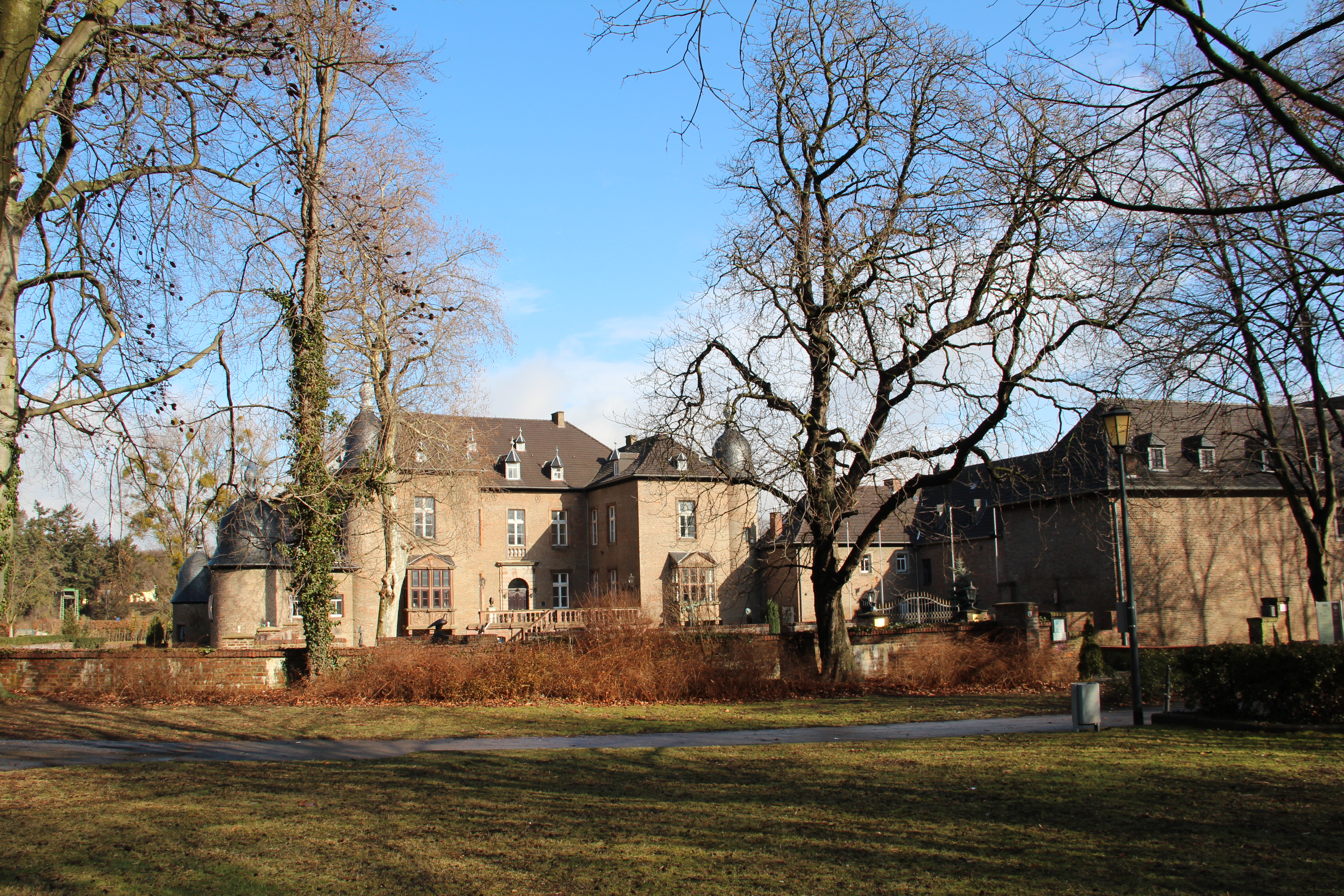
Schloss Nörvenich (2012)

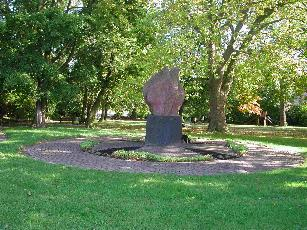
Das Kriegerdenkmal in Nörvenich

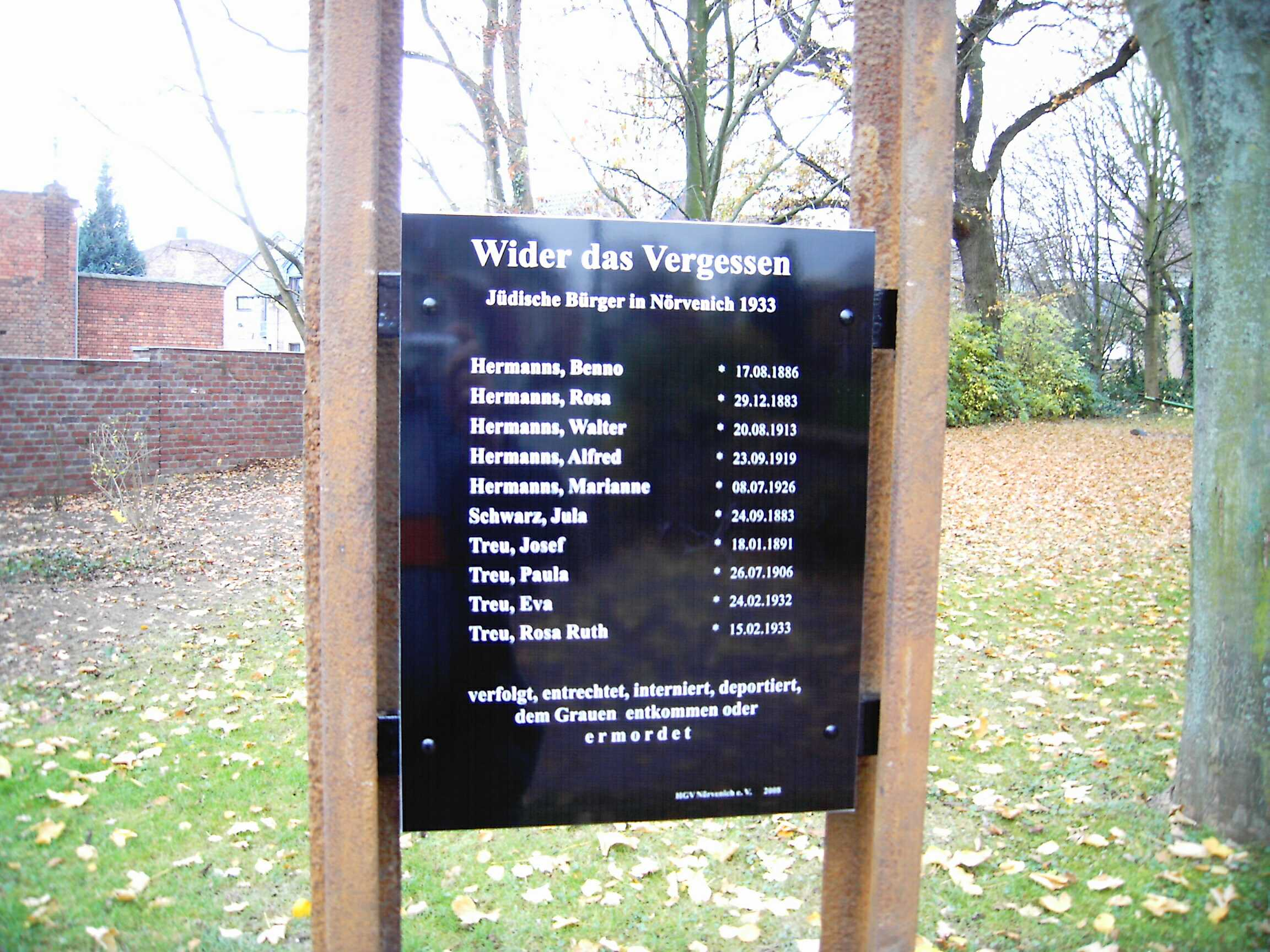
Das Mahnmal

### Burgen
Im Ortsteil Nörvenich befinden sich drei Burgen:
- die Alte Burg
- die Harff’sche Burg und
- das Schloss Nörvenich

Weitere Burgen im Gemeindegebiet sind Burg Binsfeld und Burg Bubenheim.

### Das Kriegerdenkmal im Burgpark
Am 10. Juni 1964 beschloss die Gemeindevertretung, als Ersatz für ein Kriegerdenkmal, das Straßenplänen hatte weichen müssen, Pläne für ein neues zeitgemäßes Kriegerdenkmal ausarbeiten zu lassen. Die Ausschreibung gewann der damals ortsansässige Bildhauer Ulrich Rückriem, der dort eines seiner frühesten Kunstwerke schuf. Am 13. November 1983 wurde neben dem Denkmal eine Tafel mit einer hebräischen Inschrift angebracht. Sie dient dem Gedenken an die in den Konzentrationslagern getöteten jüdischen Mitbürger.

### Mahnmal im Burgpark
Das Mahnmal Nörvenich steht im Burgpark. In der Gemeinde Nörvenich gab es nur zwei Orte, in denen Juden wohnten, nämlich im Zentralort selbst und in Hochkirchen. Die nächstgelegene Synagoge war in Lüxheim (siehe Synagoge Lüxheim), wo noch ein jüdischer Friedhof existiert. Die Familien Schwarz/Treu und Hermanns wurden bis 1942 alle deportiert, und zwar zuerst in die Dürener Sammelunterkünfte und von da aus in die Konzentrationslager. Am Kriegerdenkmal im Burgpark befindet sich seit 1983 eine Tafel in hebräischer Schrift zum Gedenken an die getöteten Juden.
Das Mahnmal wurde am 17. Juni 2020 wegen des Straßenausbaus der Burgstraße an die Umfassungsmauer des Burggrabens versetzt.
Der Heimat- und Geschichtsverein der Gemeinde Nörvenich e. V. hatte am 16. November 2008 in einer Veranstaltung in Schloss Nörvenich eines jüdischen Mädchens namens Marianne Hermanns gedacht. Anschließend wurde im Burgpark ein vom Heimat- und Geschichtsverein gestaltetes Mahnmal eingeweiht. In eine schwarze Metalltafel sind die Namen der jüdischen Mitbürger und Mitbürgerinnen ausgebrannt. Diese Tafel hängt zwischen zwei Eisenbahnschienen, die den Transport mit der Bahn in die Lager symbolisiert. Der Standort des Mahnmals ist symbolträchtig gewählt, denn gegenüber dem Mahnmal unter der Adresse Burgstraße 14 stand früher das Wohn- und Geschäftshaus der Familie Hermanns.

### Mühlen
Längs des Neffelbachs bestanden zahlreiche Mühlen. Von den ehemals zwei Nörvenicher Mühlen ist die verbliebene Untere Mühle im Jahr 2017 abgerissen worden.

### Weitere Baudenkmäler
| - Rathaus - Trompeterhof (Nörvenich) - Häuser An der Vikarie 1 und 2 (Nörvenich) - Haus Bahnhofstraße 11 (Nörvenich) - Heiligenhaus Am Kreuzberg | - Friedhofshochkreuz (Nörvenich) - Wegekreuz am Promenadenweg (Nörvenich) - Marktplatzkreuz (Nörvenich) - Gymnichskreuz (Nörvenich) - Flurbereinigungskreuz (Nörvenich) |

## Bodendenkmäler
- Alte Burg (Nörvenich)
- Römische Siedlung Nörvenich

## Wappen und Banner

Wappen der Gemeinde
Banner der Gemeinde

Der Gemeinde ist durch Erlass des Innenministers des Landes Nordrhein-Westfalen vom 26. Juni 1969 das Recht zur Führung eines Wappens und eines Banners verliehen worden.
- Blasonierung: Es zeigt in Gold (gelb) über grün geteiltem Schild oben einen wachsenden rot bewehrten Löwen, unten einen schreitenden rot gekrönten und bewehrten, goldenen (gelben) Löwen.
- Erklärung: Das Wappen zeigt oben den Jülicher Löwen und unten einen schreitenden (eventuell den geldrischen) Löwen. Es ist dem Nörvenicher Schöffensiegel des Jahres 1556 nachgebildet, das die Umschrift SIGeL DER SCHEFFEN ZV NORVENICH trägt.

Beschreibung des Banners: „Das Banner der Gemeinde Nörvenich ist gelb-grün-gelb-grün im Verhältnis zu 1:1:1:1 längsgestreift mit dem Inhalt des Gemeindewappens im quadratischen Bannerhaupt.“

## Infrastruktur

### Verkehr

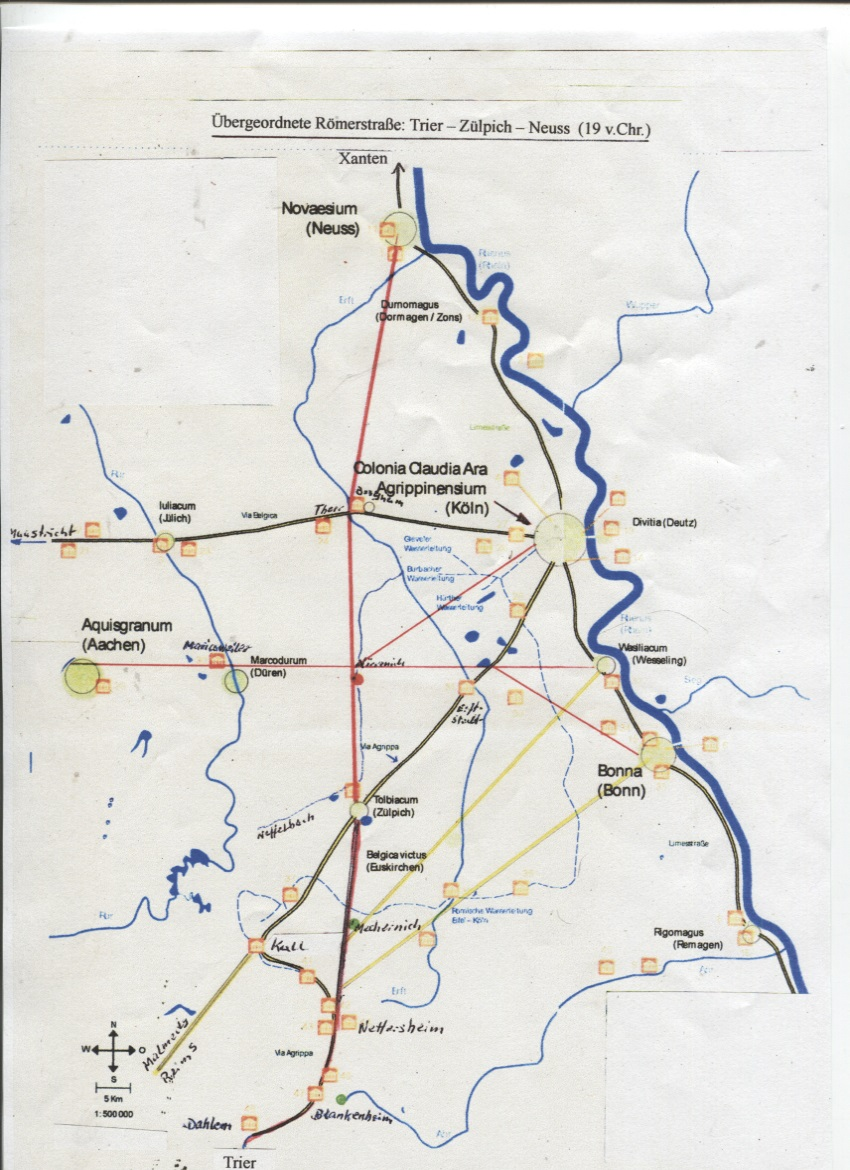
Römerstraße Neuss-Trier

Nörvenich ist über drei Autobahnanschlüsse zu erreichen: über die Anschlussstellen Merzenich und Elsdorf der Bundesautobahn 4, die Anschlussstelle Gymnich der Bundesautobahn 61 und die Abfahrt Hürth-Knapsack der Bundesautobahn 1.
Durch Nörvenich-Hochkirchen verlaufen die Radfernwege Kaiser-Route, die von Aachen bis Paderborn führt, und die Tälerroute.
Quer durch die Gemeinde verläuft von Nord nach Süd die B 477, die von Neuss nach Tondorf verläuft und im Wesentlichen der Route einer alten römischen Heerstraße folgt. Diese Militärstraße beziehungsweise Handelsstraße verlief von Neuss über Zülpich nach Trier (Römerstraße Trier–Neuss). Sie wurde 22 bis 19 v. Chr. von Marcus Vipsanius Agrippa gebaut.
Der Heinzelmännchenweg aus römischer Zeit führte von Oberbolheim über Girbelsrath und Distelrath oberhalb von Mariaweiler über die Rur. Dort soll um 200 n. Chr. oberhalb des tektonischen Sprungs am Neffelbach ein römischer Burgus gestanden haben.
Der Römerstraßen-Kreuzungspunkt am Neffelbach bzw. Vicus „Norboniacum“ ist nach Angaben des Historikers und Archäologen August Schoop das größte römische Trümmerfeld im Altkreis Düren.
Ein übergeordneter Weg war der Höhenweg über die Eifel westlich der Kyll. Er verlief von Trier über Bitburg, Prüm und Blankenheim nach Zülpich und Neuss (heute B 51 und B 477) mit Abzweigen nach Bonn, Wesseling und Köln. Dies war die erste Römerstraße im nördlichen Rheinland.
Bei Nörvenich kreuzte die regionale Römerstraße Aachen – Mariaweiler – Nörvenich – Neffelbachübergang – Gymnich – Erftübergang „Germiniacum der Legio“ – Köln bzw. Erftstadt – Wesseling und Bonn. Von Bonn kommend benutzte Cäsar diese römische Straße auf dem Weg ins Lager Aduatuca.

#### Schienenverkehr

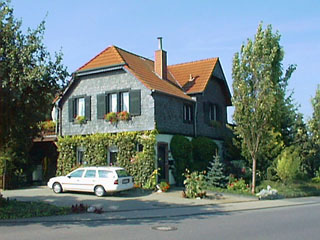
Bahnhof Nörvenich im Jahr 2004

Der Hauptort hat seit 1968 keinen Bahnhof mehr. Das Empfangsgebäude existiert noch und befindet sich als Wohnhaus in Privatbesitz. Im Bereich der Gleisanlagen befindet sich die heutige Dresdener Straße.
Am 6. Oktober 1908 wurde durch die Dürener Kreisbahn der Betrieb auf der normalspurigen Kleinbahnstrecke von Düren über Distelrath und Nörvenich nach Zülpich aufgenommen. Damals hatte Nörvenich nur 558 Einwohner. Zunächst wurden Zuckerrüben zur Dürener Zuckerfabrik transportiert, am 1. Mai 1909 wurde auch der Personenverkehr aufgenommen. 1928 wurde die Strecke zwischen Düren und Nörvenich elektrifiziert. Ab 1928 fuhren auf der weiterhin als Kleinbahn konzessionierten Strecke Straßenbahn-Triebwagen, der Güterverkehr wurde weiterhin mit Dampfloks bedient. Fahrgäste nach Zülpich und Embken mussten in Nörvenich umsteigen, da die Strecke dorthin nicht elektrifiziert war.
Bereits 1905 hatte die Bergheimer Kreisbahn die Bahnstrecke Benzelrath–Nörvenich in Betrieb genommen. Die Bergheimer Kreisbahn ging einschließlich der Oberbolheimer Strecke 1913 in den Besitz der Preußischen Staatseisenbahnen über. Die fehlende Lücke von lediglich 1,7 Kilometern zwischen Oberbolheim und Nörvenich wurde durch die Dürener Kreisbahn schließlich am 14. Juli 1924 geschlossen. Gleichzeitig wurde die Anzahl der Bahnhofsgleise von drei auf fünf erhöht. Der Betrieb wurde auf dem kurzen Neubauabschnitt allerdings pachtweise durch die Deutsche Reichsbahn durchgeführt, in der die Preußischen Staatseisenbahnen nach dem Ersten Weltkrieg aufgegangen waren.
Auslöser der Neubaustrecke war der Regiebetrieb der französischen Besatzungsmacht im Zuge der Besetzung von Rheinland und Ruhrgebiet. Die durch die Regie betriebene Bahnstrecke Köln–Aachen wurde im Rahmen des durch die Reichsregierung ausgerufenen passiven Widerstands von der Bevölkerung so weit wie möglich gemieden. Fahrgäste von Aachen nach Köln nutzten das Netz von Aachener Straßenbahn und Dürener Eisenbahn bis Düren, von dort weiter mit der DKB bis Nörvenich. Die fehlenden Kilometer bis Oberbolheim wurden zu Fuß oder mit Pferdekarren zurückgelegt.
Nach 1945 wurde die landwirtschaftliche Genossenschaft mit einem Anschlussgleis angeschlossen und auf der westlichen Seite der Bundesstraße 477 kam ein Rübenladegleis mit Seitenrampe hinzu. Es ist heute noch gegenüber der Zufahrt zum Fliegerhorst Nörvenich unter Büschen zu sehen.
Zwischen 1955 und 1958 wurde die Kleinbahnstrecke zwischen Nörvenich und Bessenich bei Zülpich elektrifiziert. Der Personenverkehr zwischen Nörvenich und Zülpich endete dennoch ohne Vorankündigung am 31. Januar 1960. Am 19. Mai 1960 wurde auch der Verkehr auf der Strecke Nörvenich–Kerpen eingestellt. Am 30. April 1963 wurde schließlich der verbliebene Personenverkehr der DKB nach Düren eingestellt. Am 30. Juni 1968 fuhr der letzte Güterzug nach Düren, anschließend erfolgten die Stilllegung und der Abbau der Gleisanlagen.

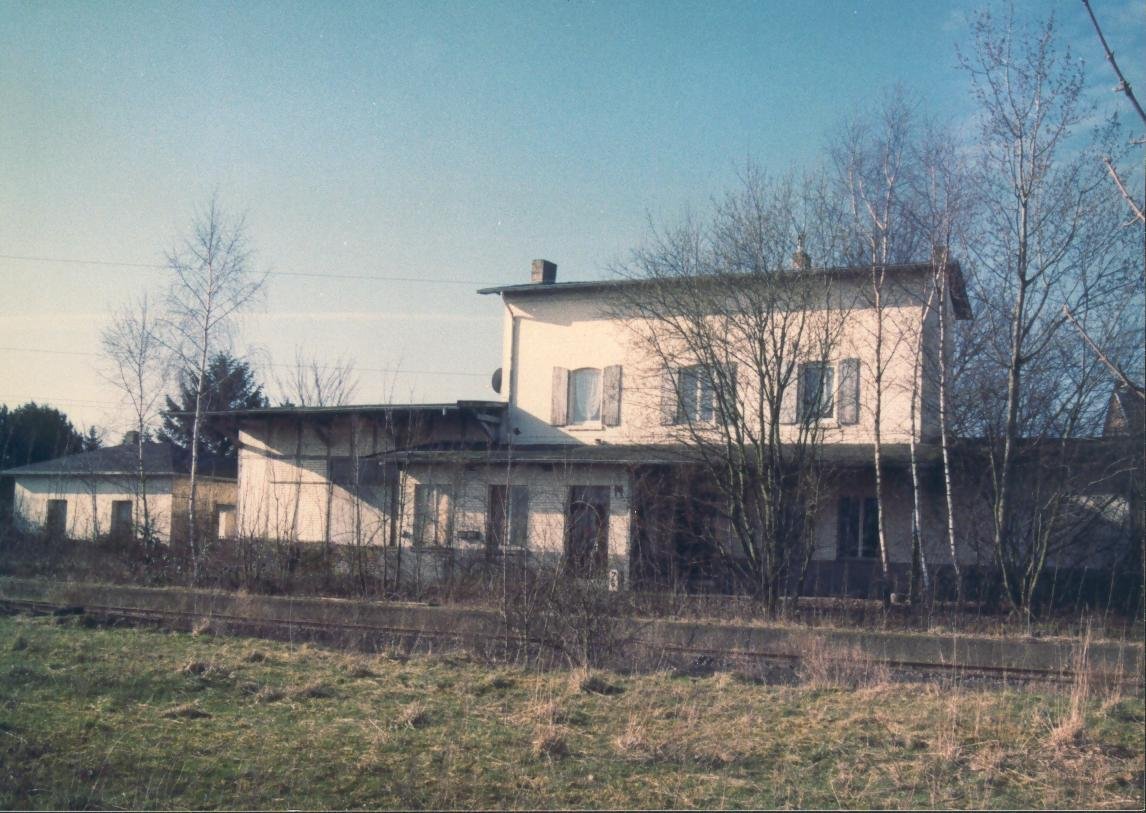
Ehemaliges Empfangsgebäude in Bubenheim

Durch die Ortsteile Bubenheim, Binsfeld und Rommelsheim verläuft die sogenannte Bördebahn, die ehemalige Bundesbahn-Strecke Düren – Zülpich (– Euskirchen), deren Personenverkehr 1983 stillgelegt wurde. 2002 hat die damalige Dürener Kreisbahn (DKB) die Strecke von Düren bis Zülpich (ausschließlich) für den Güter- und Personennahverkehr von der Deutschen Bahn gekauft. Die Strecke wird von der Rurtalbahn GmbH betrieben, und seit 2006 wurde die Strecke saisonal vom Bördeexpress befahren. Verbundfahrscheine von VRS, AVV und das EuRegio-Ticket wurden anerkannt, Hunde und Fahrräder wurden kostenlos befördert. Zur Landesgartenschau 2014 wurde an Sonn- und Feiertagen ein Dreistundentakt zwischen Düren und Zülpich angeboten.
Zum 13. Dezember 2019 wurde die Bördebahn dann vollständig für den Personenverkehr reaktiviert sowie der ehemalige Haltepunkt im kleinen Weiler Bubenheim geschlossen. Es verkehrt seither im Stundentakt die Linie RB 28 von Euskirchen nach Düren, welche perspektivisch nach Aachen verlängert werden soll. Seitdem hat die Gemeinde mit Nörvenich-Binsfeld und Nörvenich-Rommelsheim wieder reguläre Haltepunkte mit täglichem Schienenpersonennahverkehr.

#### Busverkehr
Den öffentlichen Personennahverkehr stellt der Rurtalbus im Aachener Verkehrsverbund sicher. Alle regulären Buslinien bedienen die Haltestelle „Alter Bahnhof“. Zusätzlich verkehrt am Wochenende ein Nachtbus. Bis zum 31. Dezember 2019 wurde der Busverkehr von der Dürener Kreisbahn betrieben.
| Linie      | Verlauf |
| ---------- | --- |
| 208        | Düren Kaiserplatz – Distelrath – (Merzenich Rathaus –) Schöne Aussicht – Girbelsrath – Eschweiler über Feld – Nörvenich Alter Bf – Nörvenich Hommelsh. Weg – Hochkirchen – (Irresheim –) Eggersheim – Lüxheim – Gladbach – Müddersheim – Disternich – Sievernich – Bessenich – Zülpich Frankengraben – Adenauerpl./Schulzentr. |
| 212        | Nörvenich Alter Bf – Nörvenich Schlosspark – Oberbolheim – Rath – Wissersheim – Pingsheim – Herrig – Lechenich |
| 228        | Binsfeld – Rommelsheim – Frauwüllesheim – Irresheim – Hochkirchen – Nörvenich Alter Bf |
| SB8        | Schnellbus: Düren Bf/ZOB – StadtCenter – Düren Kaiserplatz – Distelrath – Golzheim – Eschweiler über Feld – Nörvenich Alter Bf – Nörvenich Hommelsh. Weg |
| SB15       | Schnellbus: Froitzheim – Vettweiß – Gladbach – Lüxheim – Eggersheim – Hochkirchen – Nörvenich Hommelsh. Weg – Nörvenich Alter Bf – Eschweiler über Feld – Golzheim – Buir |
| RufBus 208 | Rufbus: Nörvenich Hommelsh. Weg – Irresheim – Eggersheim – Lüxheim – Gladbach – Müddersheim – Disternich – Sievernich – Bessenich – Zülpich Adenauerpl./Schulzentr. (Sa nachmittags/abends) |
| N2         | Nachtbus: nur in den Nächten Fr/Sa und Sa/So Düren Bf/ZOB → Kaiserplatz → Merzenich → Nörvenich → Vettweiß → Stockheim → Binsfeld |
| 990 (REVG) | Brühl Mitte (Stadtbahn) – Brühl West – Erftstadt Bf – Liblar – Blessem – Lechenich – Herrig - Pingsheim - Nörvenich |

### Polizei
Am 8. März 2006 wurde nach vielen Jahren wieder ein mit drei Polizisten besetzter Polizeiposten im Zentralort eingerichtet, der aber 2014 wieder auf einen Bezirksbeamten reduziert wurde. Er hat sein Büro im Rathaus.

### Feuerwehr
In der Gemeinde gibt es in allen Orten, außer Eggersheim (aufgelöst um 1980), Hochkirchen (aufgelöst am 1. März 2005), Poll (aufgelöst etwa 1965) und Dorweiler (aufgelöst 2012), eine Löschgruppe der Freiwilligen Feuerwehr Nörvenich. In Binsfeld, Eschweiler über Feld, Oberbolheim, Pingsheim und Rath gibt es Jugendfeuerwehren.

### Rettungsdienst
Nörvenich hat eine hauptamtliche Rettungswache, die 24 Stunden mit zwei Rettungsassistenten und einem Rettungswagen vom Malteser Hilfsdienst (MHD) besetzt ist. Sie wird vom Kreis Düren als Träger des Rettungsdienstes betrieben. Die Rettungswache betreut Teile der Gemeinden Vettweiß und Nörvenich. Nachdem sie früher im Bauhof der Gemeinde im Gewerbegebiet zur Miete untergebracht war, wurde am 9. Dezember 2009 an der Ecke Kapellenstraße/B477 in Eggersheim die neue Rettungswache eingeweiht.
Dazu gibt es noch eine ehrenamtliche MHD-Station, die einen Krankenwagen besitzt.

### Technisches Hilfswerk
In Nörvenich ist ein ehrenamtlich besetzter Ortsverband (OV) des Technischen Hilfswerkes ansässig. Die Unterkunft ist direkt neben dem ehemaligen Bahnhof in Nörvenich. Der OV verfügt über einen technischen Zug und eine Fachgruppe Räumen. Die Zuständigkeit des technischen Zuges beschränkt sich auf die Gemeinden Nörvenich, Vettweiß und Merzenich. Die Fachgruppe ist auch über die Gemeindegrenzen hinweg einsetzbar. Der technische Zug kann auf Anforderung des jeweils zuständigen Ortsverbandes auch außerhalb des Zuständigkeitsbereiches eingesetzt werden.

### Museum Europäischer Kunst
Im Jahr 1980 kaufte die Familie Bodenstein die damalige Gymnicher Burg, renovierte sie in jahrelanger Arbeit vollständig, änderte den Namen in Schloss Nörvenich und richtete dort unter dem Namen Museum Arno Breker Schloß Nörvenich ein Museum für Arno Breker ein. Der Um- und Ausbau der historischen Anlage und die Gestaltung des Museums erfolgten nach Vorschlägen des Meisters selbst, der 1990 seinen 90. Geburtstag auf dem Schloss feierte und dort auch begraben werden wollte. Das private Museum zeigt die einzige öffentlich zugängliche Sammlung von Kunstwerken des Bildhauers in Deutschland. Nach Brekers Tod 1991 wurde das Museum ausgebaut, ein Breker-Archiv eingerichtet und das Angebot sukzessive durch eine Sammlung Europäische Kunst ergänzt, die neben Werken von Brekers Künstlerfreunden Salvador Dalí und Ernst Fuchs auch weitere bildende Künstler umfasst, weshalb sich die Einrichtung heute in der Öffentlichkeit als Museum Europäischer Kunst präsentiert.

### Bildung
In Nörvenich gibt es zwei Grundschulen (Nörvenich für 215 Schüler und Eschweiler ü.F. für 125 Schüler). Weiterführende Schulen werden in Düren, Erftstadt und Zülpich besucht.
Auf dem Gebiet der Erwachsenenbildung sind neben der Volkshochschule auch private, kirchliche, kommunale und vereinsgebundene Initiativen aktiv.
Als Versammlungsstätten stehen mehrere Bürgerhallen sowie die Neffeltalhalle (erbaut 1988) mit über 400 Sitzplätzen im Zentralort Nörvenich zur Verfügung.

### Vereine
Mit rund 70 Vereinen bieten sich in Nörvenich Möglichkeiten zu sportlichen, kulturellen und geselligen Aktivitäten.
Schützenbruderschaften sowie Bürgervereine und Dorfgemeinschaften sorgen für die Pflege alten Brauchtums.

### Kindergärten/-tagesstätten
Es gibt fünf Kindertagesstätten und drei Kindergärten.

### Musik
In Schloss Nörvenich betreibt der berühmte Gitarrenvirtuose Lajos Tar die private Musikschule „Musica Humana“.
Die Rockgruppe Can hatte im Schloss 1968 bis 1969 ihr Studio eingerichtet. Teile ihres ersten Albums Monster Movie wurden hier aufgenommen.
Die Geschwister Kalscheuer bauten im 19. Jahrhundert Orgeln.

### Unternehmen
Nörvenich ist der Stammsitz der Buir-Bliesheimer Agrargenossenschaft.
In Nörvenich war der Sitz der inzwischen nicht mehr existierenden Brauerei Nörvenich.
In Nörvenich gibt es je eine Bankfiliale der
- Volksbank Rhein-Erft-Köln eG und der
- Sparkasse Düren (seit 1. August 2021 nur Automatenfiliale).

Das 1933 gegründete Kloster Mariahilf wird heute von der Caritas als Seniorenheim betrieben. Bis 2017 war der Betreiber die kath. Kirchengemeinde St. Medardus.

## Persönlichkeiten
- Gerd Bandilla (* 1934), ehemaliger Gemeindedirektor
- Nicola Winter geb. Baumann (* 1985), ehemalige Kampfpilotin und Astronautenkandidatin
- Jean Vincent de Crozals (1922–2009), französischer Bildhauer
- Isabel Hund (* 1962), Schachmeisterin
- Franz Mohr (1927–2022), Autor und Klaviertechniker
- Patricia Peill (* 1962), Mitglied des 17. Landtages in Nordrhein-Westfalen
- Herbert Pelzer (* 1956), Autor und Heimatforscher
- Ulrich Rückriem (* 1938), Bildhauer
- Dieter Tappert (* 1972), bekannt als „Paul Panzer“, Comedian
- Karl Heinz Türk (1926–2019), Historiker, Heimatforscher, Buchautor
- Hubert Türk (1925–2011), Politiker (CDU) und Landtagsabgeordneter
- Karl Wendel (1912–1999), Gastronom

Weitere Persönlichkeiten siehe bei den jeweiligen Ortsteilen.

## Sonstiges
- Die Gemeinde Nörvenich bezeichnet sich selbst als Kleine Gemeinde mit großem Herz.
- Am 25. August 2020 nahm die Gemeindeverwaltung den ersten Dienstwagen mit Wasserstoffantrieb in Betrieb.[31] Später kam der Einsatzleitwagen der Feuerwehr mit Wasserstoffantrieb dazu.
- Siehe auch: Sammlung der Mathianischen Bruderschaft zu Nörvenich